# 潭渡黄氏
潭渡黄氏是明清时代著名的黄姓家族，起源于安徽省黄山市歙县西乡的郑村镇潭渡村。

## 历史
潭渡黄氏尊二十四孝之一的汉代江夏云梦人黄香（68—122）为一世祖。黄香传九世黄积，东晋时任新安太守，卒葬歙县黄墩（即今篁墩）。其长子黄寻庐墓，后裔定居黄墩。
唐代中期，黄积十三世孙黄璋，自黄墩迁居西乡黄屯（即今黄潭源）。唐建中元年（780年），黄璋曾孙黄芮以孝扬名，在潭渡守父亲黄光庐墓三年，因往来黄屯舟楫渡丰乐河多有不便，又观潭渡前水后山，开阔平坦，风水甚佳，遂将子孙全部迁入潭渡。
潭渡在1465年建“唐旌孝子祠”，专祀孝子黄芮。1566年，知县林元立将城东闲置的龙江书院改为徽州孝子祠，祀唐黄芮而下17人。

## 族谱
《潭渡孝里黄氏族谱》自明初始修，清雍正九年刊刻，历时三百年，体例精详，为上海图书馆、安徽省图书馆收藏。

## 名人
- 黄芮，四世祖，孝子，墓旁长出灵芝和连理，贞元十九年（803年）下诏旌表[3]
- 黄柱，明代画家，圣僧庵壁画的作者
- 黄生（1622-1696），字扶孟，号白山，明末清初学者
- “四元宝”兄弟：黄履晟、黄履暹、黄履炅、黄履昂，扬州大盐商
- 黄宾虹，画家

## 遗产
- 旌孝坊，潭渡村，旌表孝子黄芮